# 渋谷ザニー

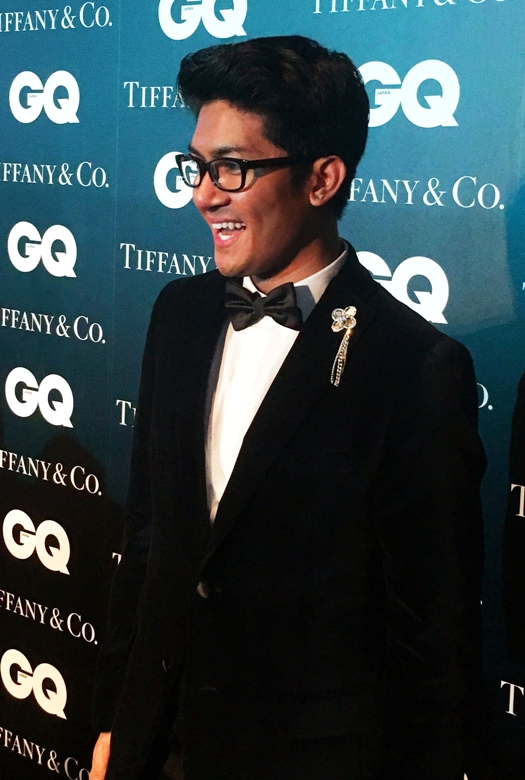
S.ZARNY

渋谷ザニー（SHIBUYA ZARNY 本名：シブヤ・ザニー・トゥトゥ（Shibuya Zarny Htoo Htoo）、1985年1月1日 - ）は、日本のファッションデザイナー。国連UNHCR協会協力委員。旧ビルマ（現ミャンマー）旧首都ヤンゴンに生まれる。1993年、8歳の時に軍事政権の弾圧を逃れ、家族と共に日本へ亡命。
現在は日本国籍を取得。「渋谷」の姓は「自分の中で母体としている渋谷の街」からとったと語る。
ワタナベエンターテインメント所属。

## 人物
旧ビルマ貴族階級出身で大学教授であった父方の祖父と旧ビルマ独立義勇軍で陸軍総長を務めた母方の祖父を持つ。幼少期、ミャンマーで民主化運動をしていた父が1988年の軍事クーデター後、弾圧を逃れて日本へ渡る。1993年、自身が8歳の時に母とともに政治難民として来日した。
小中高と日本の学校へ通い、雑誌モデルの仕事をしながら亜細亜大学国際関係学部国際関係学科に入学。在学中はアメリカ外交の研究をし、二年次ではアメリカ、ワシントン州のWestern Washington Universityへ留学。大学在学中にモデルとしてファッション業界に入る。
渋谷109-2のビルボード広告に出演したのを最後にモデルを引退。2007年の大学卒業後にフリーランスのファッションデザイナーとして数社のアパレルブランドと契約。テレビドラマやミュージシャンのステージ衣装、NTT docomoレーシングチームのユニフォームなどを手掛ける。
2007年、国際連合難民高等弁務官事務所（UNHCR）日本の冊子で自らが難民である事を告白し、仕事で関係するアパレル企業の協力を得て、UNHCRへの基金活動を開始する。以後、UNHCR にて渉外アドバイザーの役割を果たす。
2008年、フランスの通信社AFP通信に取り上げられ、フランス国内をはじめとする海外メディアにシンジケートで配信される。
2009年6月、ユニクロ（株式会社ファーストリテイリング）のUT×UNHCR CHARITY T-SHIRT PROJECT に安藤忠雄、坂本龍一、草間彌生らと共に、同プロジェクトに参加。
2010年1月13日、新宿伊勢丹メンズ館にて、イタリア人デザイナーのアルヴィエロ・マルティーニのブランドであるプリマ・クラッセとのコラボレーションを開始。渋谷ザニーのプロデュースによるスワロフスキーディテイル加工や、マルコ・ポーロの詩のペイントなどの新宿伊勢丹のみのオリジナルデザインを展開する。そのデザインには「大海原を航海する帆船に流れる風」をスワロフスキーで表現し、プリマ・クラッセの世界地図をモチーフにしたキャンバスデザインにマルコポーロの詩の一節"Quante Volte ho pensato di fareun viaggio per vedere molte cose nuove. Passare lo Gran Mare per..."「幾度、新たなる発見をするために旅に出ようと考えたことだろう。さぁ、海を渡ろう...」を描いている。
2011年2月23日、ファッションデザイナー桂由美により「YUMI KATSURA COLLECTION」にてデザインを担当。古都奈良・京都の古美術品、肉筆画を使用した紳士服を発表。その後、2011年5月20日のNHKのトークショーにて「古都の優れた日本の職人たちと時空を超えて共に作品を制作したかった」と語っている。コレクションでは韓流アーティスト 超新星・BEASTが着用。
2011年11月1日 ファッション・ブランド「ZARNY (ザニー)」を設立する。
2012年6月16日ミャンマー民主化運動指導者 アウンサンスーチーが、ノルウェーで1991年に受賞したノーベル平和賞の受賞演説を行った際に着用していた民族衣装をデザインしている。
2013年2月7日、ミャンマーの民主化に伴い、20年ぶりのミャンマーに帰郷。その際NHK WORLDとTBS NEWS23 記者団も同行。その帰郷の内容はNHK WORLD – Newsline (国際放送) で2013年4月12日にて「渋谷ザニーの帰郷」のタイトルで世界 17カ国で放送される。そして、2013年4月15日 TBS NEW23 コーナー特集として、『渋谷ザニーの20年ぶりのミャンマーへの帰郷』と題して放送される。
2014年10月15日から12月24日放送 日本のテレビドラマファーストクラス2で、夏木マリの衣装をメインに商品を提供。
2015年3月25日 ZARNY BRIDAL COLLECTION を表参道アルモニーソルーナにて発表。
2015年9月28日 ZARNY 既製服コレクションのオンラインショップ を開業。
2015年10月29日 と10月30日にZARNYの春夏のコレクションを発表。WWD JAPAN オンラインでは「デザイナーの渋谷ザニーが、自身のブランド「ザニー（ZARNY）」のフルコレクションを発表。10月29日から2日間、4月に立ち上げた新会社ザニーの六本木のオフィス兼ショールームで2016年春夏コレクション展示会を開いた。ブランドコンセプトについて、『上質なモノ作りにこだわった。ノージェンダーで、幅広い層をターゲットにし、家族の誰もに愛されるブランドにしたい』と述べた。
2016年7月27日、自民党日本ミャンマー友好国会議員連盟の議員団（衆議院議員日本ミャンマー友好議員連盟会長逢沢一郎、山本幸三、渡辺博道、左藤章、藤丸敏、山下貴司等）に同行し、ミャンマーへ訪問した。
2021年4月、弾圧下のミャンマー国民を「日本国から救いたい」という想いのもと、自身を代表として、日本のファッション業界の友人等と共に「フル・ムーン基金」を設立。ミャンマー国内に在籍する23名の活動メンバーと連携して社会支援活動を行う。
2021年7月24日、ワタナベエンターテインメントと芸術活動・芸能活動を行うに際し専属契約を締結。2021年8月22日より、活動を開始。

## 出演ほか

### テレビ
- シューイチ（日本テレビ、2021年11月28日～、不定期出演）
- めざまし８（フジテレビ、2021年11月24日～、不定期出演）
- NHK MIDORI（ミドリ）レギュラー出演（NHK-BS2, NHK BS Hi-Vision、2010年4月19日〜2011年3月12日）
- モーニングCROSS （TOKYO MX、2016年～、不定期出演)

### ウェブテレビ
- AbemaPrime（2018年8月2日-、AbemaTV）月曜不定期出演

### 漫画
- ベネッセコーポレーション「未来アドベンチャー」（2008年9月1日発行）

### コラム
- 2012年6月 GQ JAPANウェブサイト内にてブログ形式でコラムの連載を開始[8]。